# Pulau Amo
Pulau Amo – wyspa rzeczna na Borneo na rzece Sungai Temburong w dystrykcie Temburong w Brunei.
Wyspa ma powierzchnię 6 ha. Dawniej była wykorzystywana pod plantację drzew kauczukowych. Obecnie niezamieszkana. Leży w pobliżu wiosek Amo 'A' i Amo 'B'.